# قاسم شعبان‌پور
قاسم شعبانپور (زادهٔ ۱۳۴۴) بازیکن و مربی ایرانی هندبال است.
او سابقهٔ کاپیتانی تیم ملی هندبال ایران و سرمربی‌گری و مدیریت فنی تیم ملی هندبال ایران را دارد. در بازی‌های آسیایی ۱۹۹۸ بانکوک، تیم ملی هندبال ایران به مربی‌گری او به مقام چهارم آسیا دست یافت. او سرمربی باشگاه‌های هندبال ایران مخصوصاً باشگاه‌های سبزوار و خراسان از جمله ثامن‌الحجج سبزوار بوده‌است و با این تیم قهرمان لیگ برتر هندبال ایران در سال ۱۳۹۱ شد و در جام باشگاه‌های آسیا نیز شرکت کرد. تیم‌های هندبال  کابل خودرو سبزوار، ثامن مشهد، ابومسلم خراسان/سبزوار، شهرداری سبزوار، پرسپولیس سبزوار، تربیت یزد، و شمس منیزیم فردوس از دیگر تیم‌هایی بودند که او مربی‌گری آن‌ها را بر عهده داشت. او مدیر عامل و مربی باشگاه هندبال سربداران سبزوار (اشتادسازه مشهد) نیز بوده‌است. همچنین جزو اعضای کمیتهٔ فنی و از مدرسان فدراسیون هندبال ایران است.
در سال ۱۳۹۱ مدیر فنی تیم ملی هندبال جوانان ایران بود. در سال ۱۳۸۷ و ۱۳۸۸ سرمربی تیم ملی هندبال جوانان ایران در رقابت‌های قهرمانی جوانان جهان بود.
در سال ۱۳۸۷ از او به عنوان یکی از ۴۰ معلم و پیشکسوت ورزشی کشور ایران تجلیل شد. در سال ۱۳۸۲ از او به عنوان یکی از «خادمین و پیشکسوتان و قهرمانان ورزشی استان خراسان» تقدیر شد.
او سابقهٔ مدیریت ورزشی مؤسسهٔ ثامن الحجج سبزوار را نیز برای مدتی بر عهده داشت.
شعبانپور اکنون (۱۴۰۰) ساکن مشهد است.